# Jaltska konferenca
Jaltska konferenca (tudi Krimska konferenca in s tajnim imenom Argonavtska konferenca) je bila konferenca, ki je potekala od 4. februarja do 11. februarja 1945 na Jalti na Krimskem polotoku v Sovjetski zvezi. Na konferenci so se srečali veliki trije: Winston Churchill, predsednik vlade Združenega Kraljestva, Franklin Delano Roosevelt, predsednik Združenih držav Amerike in Josif Stalin, predsednik Sovjetske zveze. Konferenca je na Jalti potekala v palačah Livadia, Yusupov in Vorontsov.          
Namen konference je bil sestaviti povojnih mir, ki bi predstavljal ne le kolektivno varnost reda, temveč tudi načrt za izrekanje samoodločbe v osvobojenih evropskih državah. Na konference so razpravljali o ponovni vzpostavitvi narodov v opustošeni Evropi. 

## Konferenca
Konferenca se je začela 4. februarja 1945 na Krimu v palačah Livadia, Yusupov in Vorontsov. Do takrat so zavezniki na zahodu Evrope že osvobodili Francijo, Luksemburg in Belgijo, medtem, ko je Rdeča armada na vzhodu Evrope osvobodila Poljsko. Obe vojski sta do takrat tudi že prestopili na ozemlje Tretjega rajha. Prvi je na konferenco prišel Stalin, zatem Roosevelt in na zadnje še Churchill. Predsednik francoske vlade Charles de Gaulle bi se moral tudi udeležiti konference, vendar na koncu ni bil povabljen.
Veliki trije so na konferenci med drugim razpravljali o zaključnih vojaških operacijah proti Nemčiji v Evropi in njeni povojni usodi, vprašanju Poljske ter njenega povojnega političnega in ekonomskega sistema, sojenju nacističnim vojnim zločincem ter vključitvi Sovjetske zveze v boje proti Japonski na Azijskem in pacifiškem bojišču.  
Na konferenci sta Churchill in Roosevelt zaradi uveljavitve lastnih interesov Stalinu popustila, kar je Moskvi omogočilo, da se je s »politiko vzpostavitve izvršenih dejstev« približala svojim ciljem.
Glede na sovjetski načrt o vzhodni Evropi, je bila Poljska ena glavnih tem; Stalin je sovjetski položaj opisal naslednje: "Za rusko prebivalstvo vprašanje Poljske ni le vprašanje časti, ampak tudi vprašanje varnosti. Tekom zgodovine je bila Poljska koridor, skozi katerega je sovražnik vpadal v Rusijo. Dvakrat v zadnjih tridesetih letih so naši sovražniki, Nemci, vpadli ravno skozi ta koridor. V ruskem interesu je, da naj bi bila Poljska močna in trdna, v pripravljenosti zaščititi vhod na to območje z lastnimi silami. Nujno je, da bi bila Poljska svobodna, neodvisna in močna. Torej, to ni le vprašanje časti, ampak tudi življenja in smrti za Sovjetsko državo."
Churchill se je zavzemal za obnovo evropskega ozemlja. Roosevelt je pri tem napovedal, da bodo ameriški vojaki Evropo zapustili do konca leta 1947.
Veliki trije so sprejeli tudi odločitev, da bodo Nemčijo po kapitulaciji zasedle njihove tri države, vključno s Francijo pod vodstvom De Gaulla. De Gaulle, ki sicer na konferenci ni bil prisoten, je preko telegrama sporočil, da se strinja s tem. Churchill, Roosevelt in Stalin so na konferenci ustanovili tudi Dekleracijo osvobojene Evrope. Dekleracija je obljubljala, da bo vsem prebivalcem Evrope omogočila zagotoviti demokratične institucije po lastni izbiri. Deklaracija je tudi obljubila, da bo najprejšnja vzpostavitev s svobodnimi volitvami vlad, ki se odzivajo na voljo ljudi. To je bilo podobno kot na Atlantski listini leta 1941, kjer sta Churchill in Roosevelt sprejela pravico vseh ljudi, da izberejo obliko vladavine, pod katero bodo živeli.
Med jaltsko konferenco pa na noben način ni prišlo do delitve Evrope, temveč prej do zloma jaltskega sporazuma, ki so ga povzročili Sovjeti. To dejstvo je ameriški veleposlanik W. Averell Harriman v Moskvi dejal takole: "Če bi se Stalin držal jaltskega sporazuma, bi bila vzhodna Evropa danes svobodna." Toda na konferenci ni šlo za neposredno razdelitev interesnih sfer, temveč za osvetlitev udeleženih držav. Churchill in Roosevelt na konferenci nista uspela revidirati, kar se je v Evropi dogajalo od leta 1939.
Ena od tem, ki je tudi potekala na konferenci, so bile tudi kazni za fašistične in nacistične vojne zločince. Stalin je za vsako ceno hotel smrtne kazni pred strelskim vodom, medtem, ko je Roosevelt še najbolj vztrajal pri tem, da morajo vojni zločinci za svoja zločinska dejanja odgovrjati pred mednarodnim sodiščem, kar je bilo tudi edino pravilno. Churchill se je strinjal z Rooseveltom, na koncu pa je to odločitev sprejel tudi Stalin. To je bila ena od zadnjih tem, ki so jo na konferenci sprejeli veliki trije. 
11. februarja 1945 se je Jaltska konferenca končala. To je bila zadnja konferenca, ko so se skupaj sestali Churchill, Roosevelt in Stalin.